# Infurcitinea toechophila
Infurcitinea toechophila is een vlinder uit de familie echte motten (Tineidae). De wetenschappelijke naam is voor het eerst geldig gepubliceerd in 1908 door Walsingham.
De soort komt voor in Europa.